# 普羅布斯橋

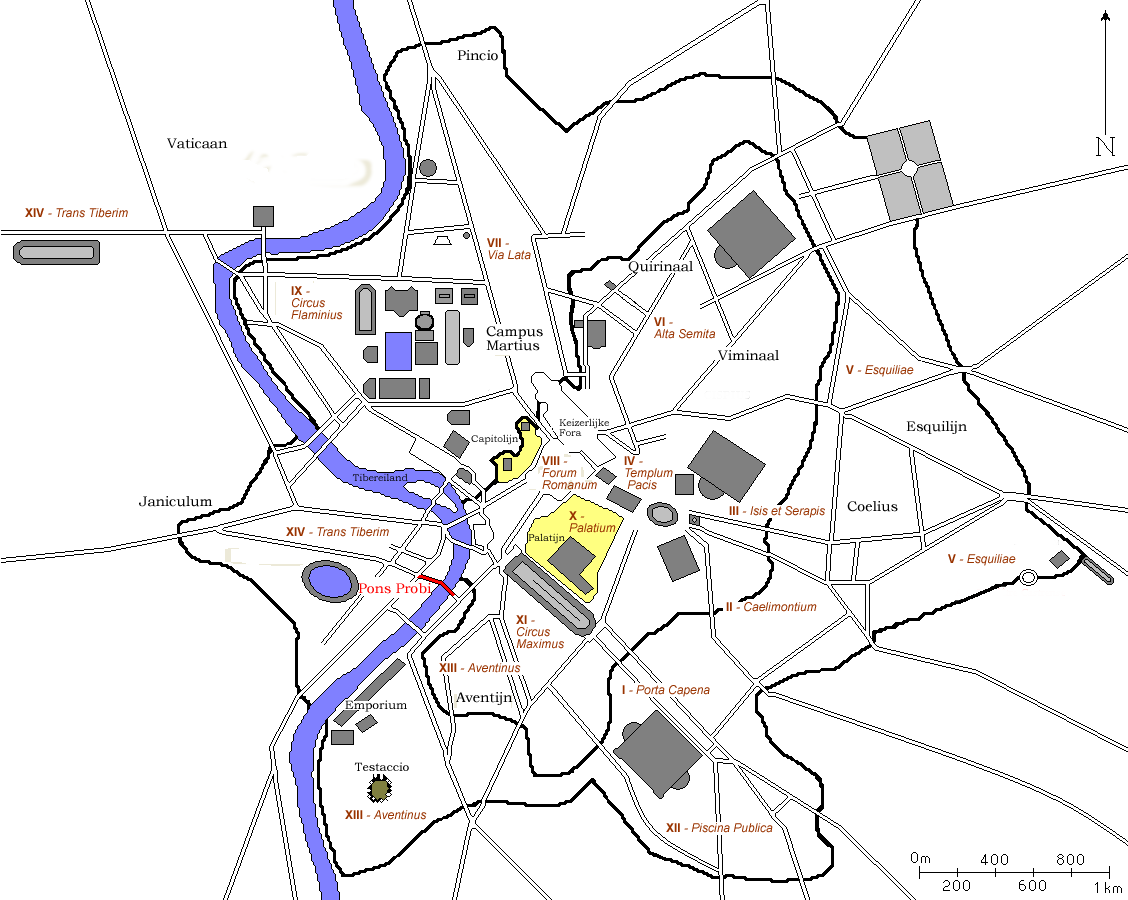
普羅布斯橋在古羅馬的位置

普羅布斯橋 是羅馬台伯河上的一座橋樑，現已不存。這座橋樑連接了阿文提諾山和特拉斯提弗列。普羅布斯橋修建於馬庫斯·奧里利烏斯·普羅布斯在位時期，在374年因洪水被沖毀。

## 外部連結
- Pons Probi on The Tiber River, Tiber Bridges, and Tiber Island in Rome （页面存档备份，存于）
- Taylor, Rabun Tiber River Bridges and the Development of the Ancient City of Rome （页面存档备份，存于）

41°52′48″N 12°28′15″E / 41.88000°N 12.47083°E